# 斯蒂芬·埃利奇
斯蒂芬·约瑟夫·埃利奇（英語：Stephen Joseph Elledge，1956年8月7日—），美国遗传学家和癌症研究员，哈佛医学院教授。曾于麻省理工学院获博士学位。他的研究重点是真核细胞DNA损伤反应的遗传和分子机制。他是美国国家科学院院士，自1993年以来一直是霍华德·休斯医学研究所（HHMI）研究员。2013年获盖尔德纳国际奖。2015年，他与伊夫林·M·威肯因"DNA损伤反应有关的发现-一种保护所有活生物体基因组的基本机制" - 而被授予拉斯克基礎醫學研究獎。